# Leonid Popov
Leonid Ivanovič Popov (rusky Попов Леонид Иванович; ukrajinsky Попов Леонід Іванович) (* 31. srpna 1945 Oleksandrija, Ukrajinská SSR) je sovětský vojenský letec a kosmonaut. Ve vesmíru byl třikrát.

## Život
Leonid se narodil v ukrajinském městě Olexandrija (rusky Alexandrija) koncem srpna 1945. Jeho otec byl předválečným předsedou kolchozu ve vesnici Morozivka a po válce se sem vrátil pracovat i založit rodinu. Malý Leonid se v základní škole učil s průměrnými výsledky. Po škole začal pracovat v továrně jako elektromechanik, za dva roky se dostal do černihivského leteckého učiliště. Stal se stíhacím letcem a v roce 1970 se dostal do Hvězdného městečka. Byl náhradníkem pro Sojuz 22, pracoval v řídícím letovém středisku. V roce 1980 se svého prvního letu dočkal. V té době jeho dcera dokončovala desetiletku.

## Lety do vesmíru
Poprvé startoval z Bajkonuru v roce 1980 spolu s Rjuminem v Sojuzu 35. Letěli a pak pracovali na orbitální stanici Saljut 6. Zde přivítali další posádky z programu Interkosmos a strávili zde rekordní dobu 6 měsíců. Zpět na Zemi odletěl v lodi Sojuz 37. Po dovolené v Kislovodsku a na Kubě se do Hvězdného městečka vrátil.
Na jaře dalšího roku letěl podruhé. Tentokrát na Sojuzu 40, na palubě měl Rumuna Prunaria a opět pracovali, ale jen pár dní, na stanici Saljut 6. Let i přistání bylo bez problémů. Jako všichni kosmonauti i oni byli po přistání vyznamenáni jak v Kremlu, tak v zemi svého partnera, tedy v Rumunsku.
A už o rok později letěl potřetí v novém typu Sojuz T-7, opět jen na osm dní, ale na novou stanici Saljut 7. V posádce měl kosmonauty Serebrova a druhou ženu-kosmonautku po Těreškovové, Savickou. Vše proběhlo bez větších problémů a dolů se vrátil v lodi Sojuz T-5.
Všechny tři lety začínaly na kosmodromu Bajkonur a končily přistáním v kabině na padácích na území Kazachstánu.
- Sojuz 35, Saljut 6, Sojuz 37 (9. duben 1980 – 11. říjen 1980)
- Sojuz 40, Saljut 7, Sojuz 40 (14. květen 1981 – 22. květen 1981)
- Sojuz T-7, Saljut 7, Sojuz T-5, (19. srpen 1982 – 27. srpen 1982)[3].

## Po letech
V roce 1987 dosáhl vojenské hodnosti generálmajora a téhož roku tým kosmonautů opustil. Je ženatý a má dceru. Žije v Moskvě.

## Vyznamenání

### Čestné tituly
- Hrdina Sovětského svazu – 11. října 1980 a 22. května 1981
- Hrdina práce – 1980
- Hrdina Maďarské lidové republiky – 1980
- Hrdina Kubánské republiky – 1980[4]
- Hrdina Rumunské socialistické republiky – 1981

### Řády a medaile
- Leninův řád – Sovětský svaz, 11. října 1980, 22. května 1981 a 27. srpna 1982
- Řád Ho Či Mina – Vietnam, 1980
- Řád Playa Girón – Kuba, 1980[4][5]
- Řád vítězství socialismu – Rumunská socialistická republika, 22. května 1981
- Řád svobody (Laos) I. třídy – Laos, 1981

- Medaile Za zásluhy při objevování vesmíru – Rusko, 12. dubna 2011 – za velké zásluhy v oblasti výzkumu, vývoje a využívání kosmického prostoru, za mnoho let svědomité práce a za aktivní společenské aktivity[6]